# Mostuea adamii
Mostuea adamii är en tvåhjärtbladig växtart som beskrevs av Roger Sillans. Mostuea adamii ingår i släktet Mostuea och familjen Gelsemiaceae. Inga underarter finns listade i Catalogue of Life.